# Castagnole delle Lanze
Castagnole delle Lanze (Castagnòle dle Lanse en piemontès) és un municipi situat al territori de la província d'Asti, a la regió del Piemont (Itàlia).
Limita amb els municipis de Castiglione Tinella, Coazzolo, Costigliole d'Asti, Govone, Magliano Alfieri i Neive.
Pertanyen al municipi les frazioni de Annunziata, Carossi, Farinere, Olmo, Rivella, San Bartolomeo, San Defendente, San Grato, San Lorenzo, San Pietro, San Rocco, Santa Maria, Val Bera i Valle Tanaro.